# Canal El Boquerón
Der Canal El Boquerón ist eine Meerenge an der peruanischen Pazifikküste. Sie trennt die Halbinsel Península de Paracas von der westlich gelegenen Isla San Gallán. Administrativ gehört das Gebiet zum Distrikt Paracas der Provinz Pisco in der Region Ica. Es ist Teil des Meeresschutzgebietes Reserva nacional de Paracas.
Die Meerenge ist an der tieften Stelle 55 Meter tief und an ihrem schmalsten Punkt 4,5 Kilometer breit. Er wird in Süd-Nord-Richtung durch einen Arm des Humboldtstromes durchströmt.
Der Kanal ist die einfachste Zufahrt für die Seeschiffe, die den Hafen General San Martín anlaufen, Auch ein Großteil des Schiffsverkehrs zwischen der Bahía de Pisco und dem Süden nimmt diesen Kurs. Dabei muss etwa 1,6 Kilometer südlich von San Gallán ein schwer erkennbarer Felsen, der Roca Piñeiro umschifft werden. Zeitweise herrschen starke, der Strömung entgegengesetzte Winde, die zu unruhigem Seegang und starken Gezeiten führen.
In nördlicher Verlängerung des Kanales liegen die Islas Ballestas.